# Battenoord
Battenoord est un hameau dans la commune néerlandaise de Goeree-Overflakkee, dans la province de la Hollande-Méridionale.
Sommelsdijk est situé sur l'île de Goeree-Overflakkee, sur le Grevelingenmeer.